# Верденское аббатство

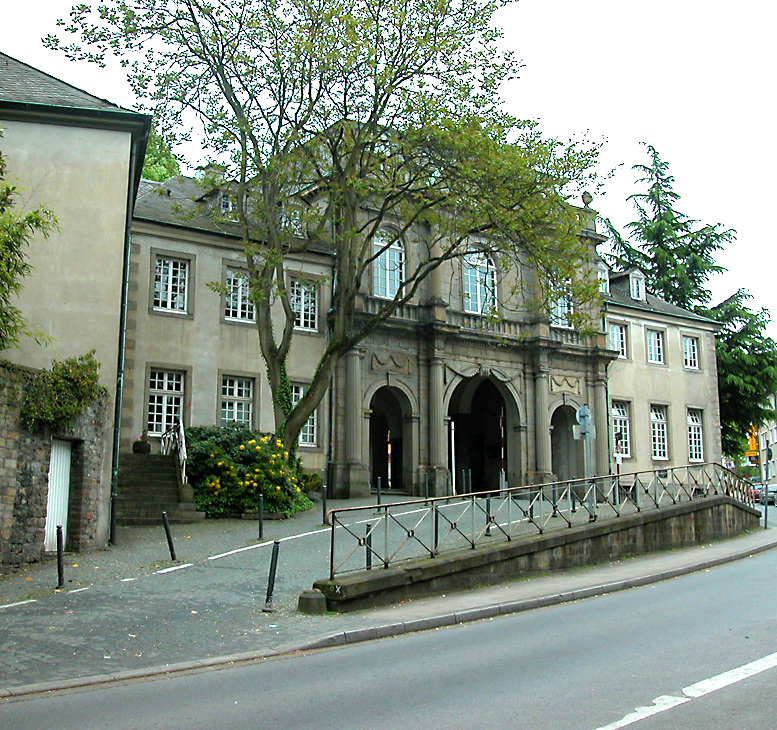
Въезд в бывшее аббатство (ныне - Университет искусств Фолькванг).

Верденское аббатство (нем. Reichsabtei Werden, полное название — Верденское имперское аббатство), или Верденский монастырь (нем. Kloster Werden) — бенедиктинское аббатство в Вердене (Рур).
В 799–800 годах ведущий миссионерскую деятельность св. Людгер основал в Вердене (на нижнем Руре) монастырь ордена бенедиктинцев, как центр миссионерской христианской деятельности в западной Саксонии, осуществив свою давнишнюю мечту о создании на новообращённых землях такого монашеского общества. Инициатором создания аббатства (ок. 800 г.) выступил Карл Великий.
В конце IX века Верденский монастырь, возможно, был одним из европейских центров литургической музыки. Аббату (898—902) Верденского монастыря Хогеру приписывается авторство музыкально-теоретических трактатов «Musica enchiriadis» и «Scolica enchiriadis» — первых в истории памятников многоголосной музыки.
В 1256–1275 годах была сооружена главная церковь монастыря – Церковь Святого Людгера.
С 1709 года во владении монастыря находилось поместье Хайзинген.
В 1803 году монастырь был ликвидирован, а на его месте осталась лишь приходская церковь для католиков Вердена.
В 1929 году город Верден был присоединен к Эссену.
В 1945 году монастырские сооружения были переданы местной школе искусств (ныне Университет искусств Фолькванг).
В 1993 году приходская церковь была повышена в ранге до малой базилики (лат. basilica minor).
В 2008 году случился пожар и сокровищница собора была закрыта на капитальный ремонт.
В 2009 году в связи с 1200-летним юбилеем со дня смерти основателя аббатства святого епископа Людгера, сокровищница вновь открыта для посетителей.
В крипте собора покоятся мощи шести епископов, признанных святыми как католической, так и русской православной церковью (среди них - Альтфрид Мюнстерский).
Ныне собор — место массового паломничества верующих не только Германии, но также Нидерландов, Бельгии и Люксембурга.